# 正矢
正矢（せいし、英語: versine or versed sine）は、三角関数の1つであり、1からその余弦（コサイン）を引いた値である。初期の三角関数表のいくつかにも見られる（サンスクリットの Aryabhatia）。
関連する関数として、余矢(coversine)と半正矢(haversine)がある。後者は正矢の半分であり、航海における半正矢公式において特に重要である。

三角関数と単位円

## 概要
正矢は英語ではversineまたはversed sineと表記する。正矢は三角関数の1つであり、初期の三角関数表でも見ることができる。式においては versin, sinver, vers, sivといった略表記が用いられる。ラテン語では sinus versus（反転した正弦の意）, versinus, versus, sagitta（矢の意）として知られる。
一般的な三角関数であるサイン、コサイン、タンジェントを使用して表すと、正矢は次の式で表される。
{\displaystyle \operatorname {versin} \theta =1-\cos \theta =2\sin ^{2}{\frac {\theta }{2}}=\sin \theta \,\tan {\frac {\theta }{2}}}
正矢に対応する関連の関数はいくつかある。
- versed cosine,[19][nb 1] or vercosine, 略して vercosin, vercos, vcsと表記される。
- coversed sine or coversine[20] (ラテン語では cosinus versus または coversinus) 略して coversin, covers,[21][22][23] cosiv, cvsと表記される[24]。

正矢の半分の値である半正矢を記載した特別な表も作成された。これは、歴史的に航海術で用いられた半正矢公式に半正矢が使用されていたためである。
- 半正矢(haversed sine[25] or haversine) (ラテン語 semiversus),[26][27] 略して haversin, semiversin, semiversinus, havers, hav,[28][29] hvs,[nb 2] sem, hvと表記される[30]。

## 歴史と応用

### 正矢と余矢

半径1で中心がOの単位円における角度Θの正弦(sin)、余弦(cos)、正矢(versin)。この図は正矢がラテン語で矢を意味するsagittaと呼ばれることもある理由を示している。二倍角Δ = 2θの弧 ADB を「弓」、弦 AB をその「糸」とみなすと、正矢 CD は明らかに「矢の軸」である。

歴史的な三角関数のグラフのsinとcosの比較。このSVGファイルではグラフにマウスを合わせるかクリックすると強調して表示される。

通常の正弦関数（サイン）は、歴史的にはsinus rectus（「直線正弦」）と呼ばれ、正矢 (sinus versus) と対比されることがあった。これらの用語の意味は、関数の定義における元の文脈、すなわち単位円で見れば明らかである。
単位円の垂直弦ABに対して、角度θ（対角Δの半分を表す）の正弦は距離AC（弦の半分）である。一方で、θの正矢は弦の中心から円弧の中心までの距離CDである。したがって、cos(θ)（線OCの長さに等しい）とversin(θ)（線CDの長さに等しい)の和は半径OD（長さ1）である。このように図示すると、正弦は垂直 (rectus 文字通り「直線」)であり、正矢は水平 (versus 文字通り「向きを変えた」) でありどちらもCから円までの距離である。
この図は正矢がラテン語で矢を意味する sagitta と呼ばれることがあった理由を示している。2倍角Δ = 2θの弧ADBを「弓」、弦ABをその弓の糸とみなすと、正矢CDは明らかに「矢の軸」である。
正弦を「垂直」、正矢を「水平」とする解釈に従うと、sagittaは横座標（グラフの横軸）の廃れた同義語でもある。
1821年にオーギュスタン＝ルイ・コーシーは正矢を sinus versus (siv) と呼び、余矢を cosinus versus (cosiv) と呼んだ。

三角関数はOを中心とする単位円に基づいて幾何学的に構築することができる。

θが0に近づくと、versin(θ)はほぼ等しい2つの量の差になる。そのため、余弦のみの三角関数表の使用者は、catastrophic cancellationを避けて正矢を計算するためには非常に高い精度が必要となるため、正矢を求める別の表がある方が便利である。計算機やコンピュータを使用する場合でも、丸め誤差があるため、θが小さい場合はsin2の式を使用することが推奨される。
正矢の他の歴史的な利点は常に非負であるため、ゼロとなる単一角(θ = 0, 2π, …)を除くあらゆる角度で対数が定義されることである。そのため、正矢を含む式の乗算には対数表を使うことができる。
実際、現存する最古の正弦（弦の半分）値表は、プトレマイオスや他のギリシャの著述家による弦の表とは対照的に、紀元前3世紀に遡るインドのスーリヤ・シッダーンタから算出されたものであり、正弦と正矢の値の表（0°から90°まで3.75°刻み)であった。
プトレマイオスにより導出され、表の作成のために使用された半角の公式 sin2(θ/2) = 1/2versin(θ)の中間過程として正矢が登場する。

### 半正矢
半正矢は半正矢公式に現れるため、特に航海において重要であった。この公式により、天体上の回転楕円体（赤道部の膨らみに関する記事en:equatorial bulge参照）上の距離を、角度位置（例えば経度と緯度）からかなり正確に計算することができる。sin2(θ/2)を直接使用することもできるが、半正矢の表があれば平方や平方根を計算する必要がなくなる。
Josef de Mendoza y Ríosにより現在半正矢と呼ばれる表が早くに使用されたことが1801年に記録されている。
半正矢表に相当する英語の最初の文献は、1805年にJames Andrewにより出版された"Squares of Natural Semi-Chords"である。
1835年、ジェームズ・インマンが著書Navigation and Nautical Astronomy: For the Use of British Seamenの第3版の中で、航海における球面三角法を用いた地球表面上の2点間の距離計算を簡素化するために haversineという用語（通常は hav. と表記し、10を底とする対数はlog. haversine や log. havers.と表記）を考案した。インマンは正矢にnat. versineおよびnat. vers.という用語も使用した。
他の高く評価されている半正矢の表としては、1856年にRichard Farleyが作成したものや1876年にJohn Caulfield Hannyngtonが作成したものがある。
半正矢は航海において現在も使用されており、近年では新たな応用も見出されている。1995年以降のBruce D. Starkによるガウス対数を用いて月の距離を求める方法に使用されており、2014年以降のsight reductionのためのよりコンパクトな方法に使用されている。

### 現代での使用
正矢、余矢、半正矢やそれらの逆関数の使用は数世紀も遡ることができるが、他の5つの余関数の名称の起源ははるかに新しいようである。
正矢またはより一般的には半正矢と呼ばれる波形の1周期 (0 < θ < 2π) は、信号処理や制御理論において、パルス関数や窓関数（ハン窓関数、Hann–Poisson窓関数、Tukey窓関数を含む）の形状としてもよく用いられる。これは、半正矢の場合、0から1に滑らかに（値と傾きが連続的に）「オン」になり再び0に戻るためである。これらの応用ではハン関数やraised-cosine filterと呼ばれる。

## 数学的説明

### 定義
| {\displaystyle {\textrm {versin}}(\theta ):=2\sin ^{2}\!\left({\frac {\theta }{2}}\right)=1-\cos(\theta )\,}                                                        |
| {\displaystyle {\textrm {coversin}}(\theta ):={\textrm {versin}}\!\left({\frac {\pi }{2}}-\theta \right)=1-\sin(\theta )\,}                                         |
| {\displaystyle {\textrm {vercosin}}(\theta ):=2\cos ^{2}\!\left({\frac {\theta }{2}}\right)=1+\cos(\theta )\,}                                                      |
| {\displaystyle {\textrm {haversin}}(\theta ):={\frac {{\textrm {versin}}(\theta )}{2}}=\sin ^{2}\!\left({\frac {\theta }{2}}\right)={\frac {1-\cos(\theta )}{2}}\,} |

### 円回転
これらの関数は互いの円回転である。
{\displaystyle {\begin{aligned}\mathrm {versin} (\theta )&=\mathrm {coversin} \left(\theta +{\frac {\pi }{2}}\right)=\mathrm {vercosin} \left(\theta +\pi \right)\end{aligned}}}

### 微分と積分
| {\displaystyle {\frac {\mathrm {d} }{\mathrm {d} x}}\mathrm {versin} (x)=\sin {x}}                | {\displaystyle \int \mathrm {versin} (x)\,\mathrm {d} x=x-\sin {x}+C}                |
| {\displaystyle {\frac {\mathrm {d} }{\mathrm {d} x}}\mathrm {vercosin} (x)=-\sin {x}}             | {\displaystyle \int \mathrm {vercosin} (x)\,\mathrm {d} x=x+\sin {x}+C}              |
| {\displaystyle {\frac {\mathrm {d} }{\mathrm {d} x}}\mathrm {coversin} (x)=-\cos {x}}             | {\displaystyle \int \mathrm {coversin} (x)\,\mathrm {d} x=x+\cos {x}+C}              |
| {\displaystyle {\frac {\mathrm {d} }{\mathrm {d} x}}\mathrm {haversin} (x)={\frac {\sin {x}}{2}}} | {\displaystyle \int \mathrm {haversin} (x)\,\mathrm {d} x={\frac {x-\sin {x}}{2}}+C} |

### 逆関数
arcversine (arcversin, arcvers, avers, aver), arcvercosine (arcvercosin, arcvercos, avercos, avcs), arccoversine (arccoversin, arccovers, acovers, acvs), arccovercosine (arccovercosin, arccovercos, acovercos, acvc), archaversine (archaversin, archav, haversin−1, invhav, ahav, ahvs, ahv, hav−1), archavercosine (archavercosin, archavercos, ahvc), archacoversine (archacoversin, ahcv) or archacovercosine (archacovercosin, archacovercos, ahcc) のような逆関数も同様に存在する。
| {\displaystyle \operatorname {arcversin} (y)=\arccos \left(1-y\right)\,}                                      |
| {\displaystyle \operatorname {arcvercos} (y)=\arccos \left(y-1\right)\,}                                      |
| {\displaystyle \operatorname {arccoversin} (y)=\arcsin \left(1-y\right)\,}                                    |
| {\displaystyle \operatorname {arccovercos} (y)=\arcsin \left(y-1\right)\,}                                    |
| {\displaystyle \operatorname {archaversin} (y)=2\arcsin \left({\sqrt {y}}\right)=\arccos \left(1-2y\right)\,} |
| {\displaystyle \operatorname {archavercos} (y)=2\arccos \left({\sqrt {y}}\right)=\arccos \left(2y-1\right)}   |
| {\displaystyle \operatorname {archacoversin} (y)=\arcsin \left(1-2y\right)\,}                                 |
| {\displaystyle \operatorname {archacovercos} (y)=\arcsin \left(2y-1\right)\,}                                 |

### 他の特性
これらの関数は複素平面に拡張することができる。
マクローリン級数:
{\displaystyle {\begin{aligned}\operatorname {versin} (z)&=\sum _{k=1}^{\infty }{\frac {(-1)^{k-1}z^{2k}}{(2k)!}}\\\operatorname {haversin} (z)&=\sum _{k=1}^{\infty }{\frac {(-1)^{k-1}z^{2k}}{2(2k)!}}\end{aligned}}}
{\displaystyle \lim _{\theta \to 0}{\frac {\operatorname {versin} (\theta )}{\theta }}=0}
{\displaystyle {\begin{aligned}{\frac {\operatorname {versin} (\theta )+\operatorname {coversin} (\theta )}{\operatorname {versin} (\theta )-\operatorname {coversin} (\theta )}}-{\frac {\operatorname {exsec} (\theta )+\operatorname {excsc} (\theta )}{\operatorname {exsec} (\theta )-\operatorname {excsc} (\theta )}}&={\frac {2\operatorname {versin} (\theta )\operatorname {coversin} (\theta )}{\operatorname {versin} (\theta )-\operatorname {coversin} (\theta )}}\\[3pt][\operatorname {versin} (\theta )+\operatorname {exsec} (\theta )]\,[\operatorname {coversin} (\theta )+\operatorname {excsc} (\theta )]&=\sin(\theta )\cos(\theta )\end{aligned}}}

## 近似

0から2πまでの角度に対する正矢関数と3つの正矢関数の近似値との比較

0からπ/2までの角度に対する正矢関数と3つの正矢関数の近似値との比較

正矢 v が半径 r に比べて小さい場合、半分の弦の長さ L （上記図における距離AC）を用いた次の式を用いて近似することができる。
{\displaystyle v\approx {\frac {L^{2}}{2r}}.}
または、正矢が小さく、正矢、半径、半分の弦の長さが分かっている場合にはこれらを使用して次の式で弧長 s （上記図における距離AD）を推定することができる。
{\displaystyle s\approx L+{\frac {v^{2}}{r}}}
この公式は中国の数学者沈括にも知られており、その2世紀後に郭守敬がより正確な公式を開発した。
工学で使用されるより正確な近似は以下のとおりである。
{\displaystyle v\approx {\frac {s^{\frac {3}{2}}L^{\frac {1}{2}}}{8r}}}